# Europeada 2012
Navigation
Édition précédente Italie 2016

Allemagne.

Le tournoi Europeada 2012 est la 2e édition de la Coupe d'Europe de football regroupant des minorités linguistiques et des nations sans État. L'Europeada est une compétition international de football Européen créer est subventionner par UFCE,,,,.
L'Europada se dispute aux même dates que le Championnat d'Europe de football 2012 organisé par l'UEFA,,.
une organisation non gouvernementale (ONG) qui est soutenu par le Conseil de l'Europe et de l'Organisation des Nations unies.
Le tournoi se déroule en Allemagne dans la région de Lusace,.
Les partenaires et sponsors de cette édition étaient, entre autres, l'État libre de Saxe, le club de football de Lusace de l'Ouest (Westlausitzer Fußball Verband e.V.), le ministère fédéral de l'Intérieur d'Allemagne, et l'entreprise de production et de distribution d'électricité Vattenfall Europe. Le partenaire média était la Mitteldeutscher Rundfunk. Des athlètes et autres personnalités apportent leurs soutient et se mobilisent pour la seconde édition de l'Europeada (par exemple, le député européen Hermann Winkler et le marathonien Hermann Achmüller.
Les Allemands du Danemark se retirent de la compétition avant le début du tournoi.
L'équipe de la Tyrol du Sud remporte son second titre consécutif en battant en finale les Roms de Hongrie sur le score de 3 à 1,,.

## Équipes participant à l'Europeada 2012
| Pot A                                                                                               | Pot B                                                                                        | Pot C                                                                                           | Pot D                                                                        |
| --------------------------------------------------------------------------------------------------- | -------------------------------------------------------------------------------------------- | ----------------------------------------------------------------------------------------------- | ---------------------------------------------------------------------------- |
| - Tyrol du Sud - Slovènes de Carinthie (Land) - Sorabes - Allemands de Pologne - Minorité d'Estonie | - Roms de Hongrie - Allemands de Russie - Minorité slovaque de Hongrie - Rhétie - Karatchaïs | - Croates de Serbie - Ladin - Frisons du nord - Turcs en Thrace - Minorité allemande de Hongrie | - Occitanie, - Cimbre - Gallois - Danois d'Allemagne - Allemands du Danemark |

## Histoire
Cette édition se déroule du 16 au 24 juin 2012, dans la région allemande de Haute-Lusace, sous le patronage du ministre-président du Land de Saxe, Stanislaw Tillich. L'organisateur de cette édition était la Domowina, organisation culturelle regroupant les associations et organismes sorabes basés à Bautzen en Lusace.
Le tirage au sort des groupes a lieu le 1er décembre 2011 dans les locaux de la représentation du Land de Saxe à Berlin. Dix-neuf équipes, réparties en 5 groupes, participent aux phases préliminaires. Tandis que les organisateurs de cette édition 2012 sont éliminés en quart de finale, les slovénophones de Carinthie, les Roms de Hongrie, les germanophones du Tyrol du Sud et les croatophones de Serbie accèdent aux demi-finales.
Les matches de cette édition sont joués à Crostwitz, Nebelschütz, Neschwitz, Panschwitz-Kuckau, Radibor, Ralbitz et Wittichenau.
La finale se joue au stade « Müllerwiese » à Bautzen et voit la victoire 3-1 de l'équipe de la minorité germanophone du Tyrol du Sud, déjà vainqueur en 2008. Celle-ci était opposée à l'équipe de la minorité rom de Hongrie. Pour accéder à la finale, les Tyroliens du Sud avaient battu en demi-finale, les finalistes de 2008, les croatophones de Serbie sur le score de 4 à 0 .
L'équipe du Tyrol du sud remporte donc le tournoi pour la seconde fois de son histoire.

## Tournoi

### Phase de groupes

#### Groupe A

##### Classements et résultats
| Équipe                       | J | V | N | D | BM | BE | DB  | Pts |
| ---------------------------- | - | - | - | - | -- | -- | --- | --- |
| Slovènes de Carinthie (Land) | 3 | 2 | 1 | 0 | 9  | 1  | +8  | 7   |
| Sorabes                      | 3 | 2 | 0 | 1 | 12 | 4  | +8  | 6   |
| Allemands de Pologne         | 3 | 1 | 1 | 1 | 7  | 5  | +2  | 4   |
| Minorité d'Estonie           | 3 | 0 | 0 | 3 | 0  | 18 | -18 | 0   |

| 16 juin 2012 | Sorabes   | 4 – 3 | Allemands de Pologne | Lusace Allemagne |  |
|              |           |       |                      |                  |  |
|              | (Rapport) |       |                      |                  |  |

| 16 juin 2012 | Slovènes de Carinthie (Land) | 7 – 0 | Minorité d'Estonie | Lusace Allemagne |  |
|              |                              |       |                    |                  |  |
|              | (Rapport)                    |       |                    |                  |  |

| 17 juin 2012 | Slovènes de Carinthie (Land) | 1 – 0 | Sorabes | Lusace Allemagne |  |
|              |                              |       |         |                  |  |
|              | (Rapport)                    |       |         |                  |  |

| 17 juin 2012 | Allemands de Pologne | 3 – 0 | Minorité d'Estonie | Lusace Allemagne |  |
|              |                      |       |                    |                  |  |
|              | (Rapport)            |       |                    |                  |  |

| 18 juin 2012 | Sorabes   | 8 – 0 | Minorité d'Estonie | Lusace Allemagne |  |
|              |           |       |                    |                  |  |
|              | (Rapport) |       |                    |                  |  |

| 18 juin 2012 | Slovènes de Carinthie (Land) | 1 – 1 | Allemands de Pologne | Lusace Allemagne |  |
|              |                              |       |                      |                  |  |
|              | (Rapport)                    |       |                      |                  |  |

#### Groupe B

##### Classements et résultats
| Équipe                       | J | V | N | D | BM | BE | DB  | Pts |
| ---------------------------- | - | - | - | - | -- | -- | --- | --- |
| Roms de Hongrie              | 3 | 2 | 1 | 0 | 13 | 1  | +12 | 7   |
| Allemands de Russie          | 3 | 2 | 1 | 0 | 13 | 2  | +11 | 7   |
| Minorité slovaque de Hongrie | 3 | 1 | 0 | 2 | 3  | 9  | -6  | 3   |
| Rhétie                       | 3 | 0 | 0 | 3 | 0  | 17 | -17 | 0   |

| 16 juin 2012 | Roms de Hongrie | 1 – 1 | Allemands de Russie | Lusace Allemagne |  |
|              |                 |       |                     |                  |  |
|              | (Rapport)       |       |                     |                  |  |

| 16 juin 2012 | Minorité slovaque de Hongrie | 2 – 0 | Rhétie | Lusace Allemagne |  |
|              |                              |       |        |                  |  |
|              | (Rapport)                    |       |        |                  |  |

| 17 juin 2012 | Roms de Hongrie | 9 – 0 | Rhétie | Lusace Allemagne |  |
|              |                 |       |        |                  |  |
|              | (Rapport)       |       |        |                  |  |

| 17 juin 2012 | Allemands de Russie | 6 – 1 | Minorité slovaque de Hongrie | Lusace Allemagne |  |
|              |                     |       |                              |                  |  |
|              | (Rapport)           |       |                              |                  |  |

| 18 juin 2012 | Roms de Hongrie | 3 – 0 | Minorité slovaque de Hongrie | Lusace Allemagne |  |
|              |                 |       |                              |                  |  |
|              | (Rapport)       |       |                              |                  |  |

| 18 juin 2012 | Allemands de Russie | 6 – 0 | Rhétie | Lusace Allemagne |  |
|              |                     |       |        |                  |  |
|              | (Rapport)           |       |        |                  |  |

#### Groupe C

##### Classements et résultats
| Équipe            | J | V | N | D | BM | BE | DB  | Pts |
| ----------------- | - | - | - | - | -- | -- | --- | --- |
| Croates de Serbie | 3 | 3 | 0 | 0 | 17 | 2  | +15 | 9   |
| Ladin             | 3 | 1 | 1 | 1 | 3  | 7  | -4  | 4   |
| Frisons du nord   | 3 | 1 | 0 | 2 | 2  | 7  | -5  | 3   |
| Turcs en Thrace   | 3 | 0 | 1 | 2 | 3  | 9  | -6  | 1   |

| 16 juin 2012 | Croates de Serbie | 6 – 2 | Turcs en Thrace | Lusace Allemagne |  |
|              |                   |       |                 |                  |  |
|              | (Rapport)         |       |                 |                  |  |

| 16 juin 2012 | Ladin                                      | 2 – 0 | Frisons du nord | Lusace Allemagne |
|              | Roman Palfrader 45e · Patrizio Cigolla 90e |       |                 |                  |
|              | (Rapport)                                  |       |                 |                  |

| 17 juin 2012 | Croates de Serbie | 6 – 0 | Ladin | Lusace Allemagne |  |
|              |                   |       |       |                  |  |
|              | (Rapport)         |       |       |                  |  |

| 17 juin 2012 | Frisons du nord | 2 – 0 | Turcs en Thrace | Lusace Allemagne |  |
|              |                 |       |                 |                  |  |
|              | (Rapport)       |       |                 |                  |  |

| 18 juin 2012 | Croates de Serbie | 5 – 0 | Frisons du nord | Lusace Allemagne |  |
|              |                   |       |                 |                  |  |
|              | (Rapport)         |       |                 |                  |  |

| 18 juin 2012 | Ladin     | 1 – 1 | Turcs en Thrace | Lusace Allemagne |  |
|              |           |       |                 |                  |  |
|              | (Rapport) |       |                 |                  |  |

#### Groupe D

##### Classements et résultats
| Équipe                        | J | V | N | D | BM | BE | DB  | Pts |
| ----------------------------- | - | - | - | - | -- | -- | --- | --- |
| Tyrol du Sud                  | 2 | 2 | 0 | 0 | 11 | 0  | +11 | 6   |
| Karatchaïs                    | 2 | 1 | 0 | 1 | 2  | 3  | -1  | 3   |
| Minorité allemande de Hongrie | 2 | 0 | 0 | 2 | 0  | 10 | -10 | 0   |
| Allemands du Danemark         | x | x | x | x | x  | x  | x   | x   |

| 16 juin 2012 | Tyrol du Sud | 8 – 0 | Minorité allemande de Hongrie | Lusace Allemagne |
|              | Stefan Rellich 20e · Peter Mair 27e 74e · Günther Fischer 45e · Hansi Mair 56e · Hansjörg Stockner 62e · Martin Ritsch 78e · Hannes Fischnaller 84e |       |                               |                  |
|              | (Rapport) |       |                               |                  |

| 17 juin 2012 | Tyrol du Sud                                          | 3 – 0 | Karatchaïs | Lusace Allemagne |
|              | Hansi Mair 26e · Martin Ritsch 45+1e · Peter Mair 88e |       |            |                  |
|              | (Rapport)                                             |       |            |                  |

| 18 juin 2012 | Karatchaïs | 2 – 0 | Minorité allemande de Hongrie | Lusace Allemagne |  |
|              |            |       |                               |                  |  |
|              | (Rapport)  |       |                               |                  |  |

#### Groupe E

##### Classements et résultats
| Équipe             | J | V | N | D | BM | BE | DB | Pts |
| ------------------ | - | - | - | - | -- | -- | -- | --- |
| Occitanie          | 3 | 3 | 0 | 0 | 11 | 2  | +9 | 9   |
| Danois d’Allemagne | 3 | 2 | 0 | 1 | 9  | 5  | +4 | 6   |
| Cimbre             | 3 | 1 | 0 | 2 | 4  | 11 | -7 | 3   |
| Gallois            | 3 | 0 | 0 | 3 | 7  | 13 | -6 | 0   |

| 16 juin 2012 | Danois d'Allemagne | 4 – 1 | Cimbre | Lusace Allemagne |  |
|              |                    |       |        |                  |  |
|              | (Rapport)          |       |        |                  |  |

| 16 juin 2012 | Occitanie | 5 – 2 | Gallois | Lusace Allemagne |  |
|              |           |       |         |                  |  |
|              | (Rapport) |       |         |                  |  |

| 17 juin 2012 | Danois d'Allemagne | 5 – 3 | Gallois | Lusace Allemagne |  |
|              |                    |       |         |                  |  |
|              | (Rapport)          |       |         |                  |  |

| 17 juin 2012 | Occitanie | 5 – 0 | Cimbre | Lusace Allemagne |  |
|              |           |       |        |                  |  |
|              | (Rapport) |       |        |                  |  |

| 18 juin 2012 | Occitanie | 1 – 0 | Danois d’Allemagne | Lusace Allemagne |  |
|              |           |       |                    |                  |  |
|              | (Rapport) |       |                    |                  |  |

| 18 juin 2012 | Cimbre    | 3 – 2 | Gallois | Lusace Allemagne |  |
|              |           |       |         |                  |  |
|              | (Rapport) |       |         |                  |  |

### Phase à élimination directe
|  | Quarts de finale             | Quarts de finale  |                  |                              | Demi-finales           | Demi-finales           |       |  | Finale                       | Finale           |
|  | Quarts de finale             | Quarts de finale  |                  |                              | Demi-finales           | Demi-finales           |       |  | Finale                       | Finale           |
|  |                              |                   |                  |                              |                        |                        |       |  |                              |                  |
|  | 21 juin / Lusace             | 21 juin / Lusace  |                  |                              | 22 juin / Lusace       | 22 juin / Lusace       |       |  | 23 juin / Lusace             | 23 juin / Lusace |
|  | 21 juin / Lusace             | 21 juin / Lusace  |                  |                              | 22 juin / Lusace       | 22 juin / Lusace       |       |  | 23 juin / Lusace             | 23 juin / Lusace |
|  | Tyrol du Sud                 | 3                 |                  |                              | 22 juin / Lusace       | 22 juin / Lusace       |       |  | 23 juin / Lusace             | 23 juin / Lusace |
|  | Tyrol du Sud                 | 3                 |                  |                              | 22 juin / Lusace       | 22 juin / Lusace       |       |  | 23 juin / Lusace             | 23 juin / Lusace |
|  | Occitanie                    | 0                 |                  |                              | 22 juin / Lusace       | 22 juin / Lusace       |       |  | 23 juin / Lusace             | 23 juin / Lusace |
|  | Occitanie                    | 0                 | Tyrol du Sud     | 4                            |                        |                        |       |  | 23 juin / Lusace             | 23 juin / Lusace |
|  | 21 juin / Lusace             |                   | Tyrol du Sud     | 4                            |                        |                        |       |  | 23 juin / Lusace             | 23 juin / Lusace |
|  |                              | Croates de Serbie | 0                |                              |                        |                        |       |  | 23 juin / Lusace             | 23 juin / Lusace |
|  | Croates de Serbie            | Croates de Serbie | 0                | 3                            |                        |                        |       |  | 23 juin / Lusace             | 23 juin / Lusace |
|  | Croates de Serbie            |                   |                  | 3                            |                        |                        |       |  | 23 juin / Lusace             | 23 juin / Lusace |
|  | Allemands de Russie          | 1                 |                  |                              |                        |                        |       |  | 23 juin / Lusace             | 23 juin / Lusace |
|  | Allemands de Russie          | 1                 | Tyrol du Sud     | 3                            |                        |                        |       |  |                              |                  |
|  | 21 juin / Lusace             |                   | Tyrol du Sud     | 3                            |                        |                        |       |  |                              |                  |
|  |                              | Roms de Hongrie   | 1                |                              |                        |                        |       |  |                              |                  |
|  | Slovènes de Carinthie (Land) | Roms de Hongrie   | 1                | 5                            |                        |                        |       |  |                              |                  |
|  | Slovènes de Carinthie (Land) | 22 juin / Lusace  |                  | 5                            |                        |                        |       |  |                              |                  |
|  | Danois d’Allemagne           | 0                 |                  |                              |                        |                        |       |  |                              |                  |
|  | Danois d’Allemagne           | 0                 | Roms de Hongrie  | 0 (6)                        |                        |                        |       |  |                              |                  |
|  | 21 juin / Lusace             | 21 juin / Lusace  | Roms de Hongrie  | 0 (6)                        | Match pour la 3e place | Match pour la 3e place |       |  |                              |                  |
|  | 21 juin / Lusace             | 21 juin / Lusace  |                  | Slovènes de Carinthie (Land) | Match pour la 3e place | Match pour la 3e place | 0 (5) |  |                              |                  |
|  | Roms de Hongrie              | 1                 | 23 juin / Lusace | 23 juin / Lusace             |                        |                        | 0 (5) |  |                              |                  |
|  | Roms de Hongrie              | 1                 | 23 juin / Lusace | 23 juin / Lusace             |                        |                        |       |  |                              |                  |
|  | Sorabes                      | 0                 |                  | Croates de Serbie            | 1                      |                        |       |  |                              |                  |
|  | Sorabes                      | 0                 |                  | Croates de Serbie            | 1                      |                        |       |  |                              |                  |
|  |                              |                   |                  |                              |                        |                        |       |  | Slovènes de Carinthie (Land) | 0                |
|  |                              |                   |                  |                              |                        |                        |       |  | Slovènes de Carinthie (Land) | 0                |

#### Quart de finale
| 21 juin 2012 | Roms de Hongrie | 1 – 0 | Sorabes | Lusace Allemagne |  |
|              |                 |       |         |                  |  |
|              | (Rapport)       |       |         |                  |  |

| 21 juin 2012 | Tyrol du Sud                                          | 3 – 0 | Occitanie | Lusace Allemagne |
|              | Hansi Mair 26e · Martin Ritsch 45+1e · Peter Mair 88e |       |           |                  |
|              | (Rapport)                                             |       |           |                  |

| 21 juin 2012 | Slovènes de Carinthie (Land) | 5 – 0 | Danois d’Allemagne | Lusace Allemagne |  |
|              |                              |       |                    |                  |  |
|              | (Rapport)                    |       |                    |                  |  |

| 21 juin 2012 | Croates de Serbie | 3 – 1 | Allemands de Russie | Lusace Allemagne |  |
|              |                   |       |                     |                  |  |
|              | (Rapport)         |       |                     |                  |  |

#### Demi finale
| 22 juin 2012 | Tyrol du Sud                                                                | 4 – 0 | Croates de Serbie | Lusace Allemagne |
|              | Danny Fäckl 23e · Theo Pamer 36e · Hannes Fischnaller 62e · Armin Rungg 87e |       |                   |                  |
|              | (Rapport)                                                                   |       |                   |                  |

| 22 juin 2012 | Roms de Hongrie | 0 – 0 (6-5) | Slovènes de Carinthie (Land) | Lusace Allemagne |  |
|              |                 |             |                              |                  |  |
|              | (Rapport)       |             |                              |                  |  |

### Tableau des finales

#### Troisième finale
| 23 juin 2012 | Croates de Serbie | 1 – 0 | Slovènes de Carinthie (Land) | Lusace Allemagne |  |
|              |                   |       |                              |                  |  |
|              | (Rapport)         |       |                              |                  |  |

#### Finale
| 23 juin 2012 | Tyrol du Sud                                          | 3 – 1 | Roms de Hongrie          | Lusace Allemagne    |                     |
|              | Theo Pamer 10e · Peter Mair 45e · Günther Fischer 71e |       | 55e Foulelfmeter Lakatos | Spectateurs : 1,600 | Spectateurs : 1,600 |
|              | (Rapport)                                             |       |                          | Spectateurs : 1,600 | Spectateurs : 1,600 |

| Champion Europeada 2012   |
| ------------------------- |
| Tyrol du Sud Second titre |